# Magdala, Weimarer Land
Magdala là một đô thị thuộc huyện Weimarer Land trong bang Thüringen, Đức. Đô thị này có diện tích 20,53 km², dân số thời điểm 31 tháng 12 năm 2006 là 2020 người. Đô thị này có cự ly 10 km về phía tây Jena, và 12 km về phía đông nam Weimar.